# 格拉那再也綫
格拉那再也綫（简称「KJL」），是巴生谷第五条列车线路，也是马来西亚首条自动驾驶的列车系统和第二条轻快铁线。这条路线属于陆路公共交通委员会（SPAD）的大吉隆坡/巴生谷综合运输系统。路线编号为5，而颜色则为亮粉红色。
格拉那再也綫前稱「布特拉綫」（Putra Line LRT），並由Projek Usahasama Transit Ringan Automatik Sdn Bhd（簡稱PUTRA）的公司管理。現今所有的輕快鐵則由馬來西亞國家基建公司（Prasarana）旗下的快捷通轨道公司管理。此輕快鐵系統共長46.4公里，並是全球第三個無人駕駛的公共交通系统。2002年，此系統迎接了它的第1.5億名搭客，平均每日人次16万。現时每天有超過26万名搭客使用。

## 歷史
1993年，为配合将于吉隆坡举行的1998年共和联邦运动会，马来西亚政府决定在吉隆坡兴建继实达轻快铁之后的第二条轻快铁铁路，于是成立了轻快铁运输合作项目私人有限公司（Projek Usahasama Transit Ringan Automotif Sdn Bhd），来负责第二条轻快铁铁路的实施，因此这条路线亦得名为“布特拉轻快铁”（PUTRA LRT）或“布特拉线”（PUTRA Line）。“PUTRA”轻快铁铁路全长29公里，在吉隆坡市内自东北向西南延伸，连接鵝嘜和格拉那再也，并途径雙峰塔和吉隆坡塔等著名地标。
布达拉轻快铁的投资模式为BOT模式及土地补偿，发展商为马来西亚的玲珑集团（馬友乃德集團前身），布达拉轻快铁公司获得该线的30年经营权（30年后可再延续30年）。工程项目设计咨询由英国合乐集团负责，土木工程总承包商为加拿大SNC兰万灵集团，机电工程总承包商为加拿大庞巴迪公司，地下隧道工程由韩国现代集团和日本間組公司承包，铁路信号系统由法国阿尔卡特公司提供。
布达拉轻快铁于1994年2月正式动工，第一阶段（格拉那再也站至中央藝術坊站）于1998年9月1日建成通车，第二阶段（中央藝術坊站至鵝嘜站）于1999年6月建成通车。这是启用当时是世界上营运里程最长的全自动无人驾驶轻快铁系统，也是全球第四个庞巴迪先进快速轨道交通系统（ART），采用直线电机驱动的无人驾驶列车、750伏特直流第三轨供电、“SelTrac”CBTC移动闭塞系统。
然而，实达轻快铁和布特拉轻快铁建成通车之后，两家轻快铁铁路营运商都面临严重的财政困难，主要原因是基础建设和车辆购置费用等固定投资的债务偿还压力，而且客流量水平亦远低于建设规划时的估计。由于吉隆坡的私人汽车拥有比率非常之高，加上政府缺乏对泊车设施和接驳交通等配套的规划，使许多吉隆坡市民仍然习惯使用私人汽车出行，阻碍了城市轨道交通系统使用率的提高。根据布达拉线原本的建设规划，最初预计到2007年的日均客流量将达到39万人次，但实际客流量仅达到19万人次。
2001年11月，马来西亚联邦政府不得不负起最后承担者的角色，接管了两家频临破产危机的轻快铁铁路营运公司，并由企业债务重组委员会（CDRC）负责对其进行债务重组。随后，为了加强整合吉隆坡的公共交通系统、提升公共交通的营运效率和服务质素，马来西亚联邦政府于2004年7月注资成立吉隆坡快捷通公司（RapidKL），作为马来西亚国家基建公司（Prasarana）的子公司，自2005年1月1日起成为吉隆坡的公共交通营运商，负责经营巴生谷的大众运输系统和巴士服务。2005年7月起，吉隆坡快捷通公司宣布将布特拉轻快铁更名为格拉那再也线（Kelana Jaya Line），所有车站标识于2006年完成更名。

## 格拉那再也綫延長計劃
隨著吉隆坡人口的外移，位於吉隆坡西南部的梳邦再也人口迅速增長，目前當地人口已超越一百萬，當地的交通幹道經常面臨嚴重塞車問題。2011年5月26日，馬來西亞政府宣布格拉那再也線延長計劃。在這計劃下，安邦線將延長17公里，延長路線從格拉那再也站繼續往南延伸13站（至布特拉高原站，與安邦線的延長線交會，已於2016年7月全線通車。

## 車站
車站以北到南的形式顯示。
| 格拉那再也线位置图       |          |      |                |                 |               | |            |              |                |
| 区段                     | 车站编号 | 图片 | 站名           | 原文名          | 里程 （千米） | 换乘路线 | 所在地     | 站台形式     | 启用日期       |
| 主线二期                 | KJ1      |      | 鹅唛           | Gombak          | 0             | — | 士拉央     | 高架二层岛式 | 1999年6月1日   |
| 主线二期                 | KJ2      |      | 美拉蒂花园     | Taman Melati    |               | — | 吉隆坡     | 高架二层侧式 | 1999年6月1日   |
| 主线二期                 | KJ3      |      | 旺沙玛珠       | Wangsa Maju     |               | — | 吉隆坡     | 高架三层岛式 | 1999年6月1日   |
| 主线二期                 | KJ4      |      | 南北花园       | Sri Rampai      |               | — | 吉隆坡     | 地下一层侧式 | 2010年12月24日 |
| 主线二期                 | KJ5      |      | 斯迪亚旺沙     | Setiawangsa     |               | — | 安邦再也   | 高架二层岛式 | 1999年6月1日   |
| 主线二期                 | KJ6      |      | 遮拉迪         | Jelatek         |               | █ 环状线（规划） | 安邦再也   | 高架三层侧式 | 1999年6月1日   |
| 主线二期                 | KJ7      |      | 拿督克拉末     | Dato' Keramat   |               | — | 吉隆坡     | 高架三层侧式 | 1999年6月1日   |
| 主线二期                 | KJ8      |      | 达迈           | Damai           |               | — | 吉隆坡     | 高架三层岛式 | 1999年6月1日   |
| 主线二期                 | KJ9      |      | 安邦購物中心   | Ampang Park     |               | █ 布城线 | 吉隆坡     | 地下二层岛式 | 1999年6月1日   |
| 主线二期                 | KJ10     |      | 城中城         | KLCC            |               | — | 吉隆坡     | 地下二层岛式 | 1999年6月1日   |
| 主线二期                 | KJ11     |      | 甘榜峇鲁       | Kampung Baru    |               | — | 吉隆坡     | 地下二层岛式 | 1999年6月1日   |
| 主线二期                 | KJ12     |      | 金马律         | Dang Wangi      |               | █ 吉隆坡單軌列車 （步行距离至咖啡山站） | 吉隆坡     | 地下二层岛式 | 1999年6月1日   |
| 主线二期                 | KJ13     |      | 占美清真寺     | Masjid Jamek    |               | █ 安邦线和 █ 大城堡线 | 吉隆坡     | 地下二层岛式 | 1999年6月1日   |
| 主线一期                 | KJ14     |      | 中央艺术坊     | Pasar Seni      |               | █ 加影线 （经吉隆坡站） █ 芙蓉线和 █ 巴生港线 ETS 电动列车服务 █ 联邦BRT（搁置）                                                                                      | 吉隆坡     | 高架二层岛式 | 1998年9月1日   |
| 增設車站                 | KJ15     |      | 吉隆坡中央車站 | KL Sentral      |               | █ 芙蓉线和 █ 巴生港线 █ 天空花园线 ETS 电动列车服务 █ 吉隆坡机场快线和 █ 吉隆坡机场支线 █ 吉隆坡單軌列車（经NU Sentral） █ 加影线（经国家博物馆站） █ 联邦BRT（搁置） | 吉隆坡     | 高架多层侧式 | 2001年4月16日  |
| 主线一期                 | KJ16     |      | 孟沙           | Bangsar         |               | █ 联邦BRT（搁置） | 吉隆坡     | 高架多层侧式 | 1998年9月1日   |
| 主线一期                 | KJ17     |      | 阿都拉胡坤     | Abdullah Hukum  |               | █ 巴生港线 █ 芙蓉线（经谷中城站） █ 环状线（规划） | 吉隆坡     | 高架多层侧式 | 1998年9月1日   |
| 主线一期                 | KJ18     |      | 格灵芝         | Kerinchi        |               | | 吉隆坡     | 高架多层侧式 | 1998年9月1日   |
| 主线一期                 | KJ19     |      | 大學           | Universiti      |               | █ 联邦BRT（搁置） | 吉隆坡     | 高架三层侧式 | 1998年9月1日   |
| 主线一期                 | KJ20     |      | 再也花園       | Taman Jaya      |               | █ 联邦BRT（搁置） | 八打灵再也 | 高架多层侧式 | 1998年9月1日   |
| 主线一期                 | KJ21     |      | 亞洲再也       | Asia Jaya       |               | █ 联邦BRT（搁置） | 八打灵再也 | 高架多层岛式 | 1998年9月1日   |
| 主线一期                 | KJ22     |      | 百乐花園       | Taman Paramount |               | | 八打灵再也 | 高架多层侧式 | 1998年9月1日   |
| 主线一期                 | KJ23     |      | 幸福花園       | Taman Bahagia   |               | | 八打灵再也 | 高架多层侧式 | 1998年9月1日   |
| 主线一期                 | KJ24     |      | 格拉那再也     | Kelana Jaya     |               | | 八打灵再也 | 高架多层岛式 | 1998年9月1日   |
| 延长线                   | KJ25     |      | 梳邦谷         | Lembah Subang   |               | | 八打灵再也 | 高架多层侧式 | 2016年6月30日  |
| 延长线                   | KJ26     |      | 阿拉白沙羅     | Ara Damansara   |               | | 八打灵再也 | 高架多层岛式 | 2016年6月30日  |
| 延长线                   | KJ27     |      | 格林瑪麗       | Glenmarie       |               | █ 莎阿南线 | 莎亚南     | 高架多层岛式 | 2016年6月30日  |
| 延长线                   | KJ28     |      | 梳邦再也       | Subang Jaya     |               | █ 巴生港线 █ 天空花园线 █ 联邦BRT（搁置） | 梳邦再也   | 高架多层岛式 | 2016年6月30日  |
| 延长线                   | KJ29     |      | SS15           | SS15            |               | | 梳邦再也   | 高架多层岛式 | 2016年6月30日  |
| 延长线                   | KJ30     |      | SS18           | SS18            |               | | 梳邦再也   | 高架多层岛式 | 2016年6月30日  |
| 延长线                   | KJ31     |      | USJ7           | USJ7            |               | █ 双威BRT | 梳邦再也   | 高架多层岛式 | 2016年6月30日  |
| 延长线                   | KJ32     |      | 大班           | Taipan          |               | | 梳邦再也   | 高架多层侧式 | 2016年6月30日  |
| 延长线                   | KJ33     |      | 宏願           | Wawasan         |               | | 梳邦再也   | 高架多层侧式 | 2016年6月30日  |
| 延长线                   | KJ34     |      | USJ21          | USJ21           |               | | 梳邦再也   | 高架多层侧式 | 2016年6月30日  |
| 延长线                   | KJ35     |      | 美佳园         | Alam Megah      |               | | 莎亚南     | 高架多层岛式 | 2016年6月30日  |
| 延长线                   | KJ36     |      | 梳邦阿南       | Subang Alam     |               | | 莎亚南     | 高架多层岛式 | 2016年6月30日  |
| 延长线                   | KJ37     |      | 布特拉高原     | Putra Heights   |               | █ 大城堡线 | 梳邦再也   | 高架多层侧式 | 2016年6月30日  |
| 粗体车站提供停车转乘服务 |          |      |                |                 |               | |            |              |                |

## 意外事件
2018年3月3日下午，格拉那再也站下起倾盆大雨又刮强风，导致站台屋顶被掀翻，本站被迫暂时关闭。虽然这起意外并没有造成人员伤亡，不过要往本站的乘客，需要在幸福花园下车，再乘搭巴士才能前往本站，并在同月6日恢复服务。

#### 2021年两輛列车相撞
2021年5月24日晚间8时33分，格拉那再也线发生意外，两俩列车在城中城站与甘榜峇鲁站之间发生相撞，事发时一辆从甘榜峇鲁站的无乘載而反方向行驶往吉隆坡城中城的序号240列车因在不恰当的时间驶入地下轨道，而与另一辆乘載213人的序号181列车迎面相撞，造成47人受重伤，另有166人轻伤，无人身亡。该次事件是马来西亚轻快铁和捷运服务以来最严重的意外事故。

## 使用车辆

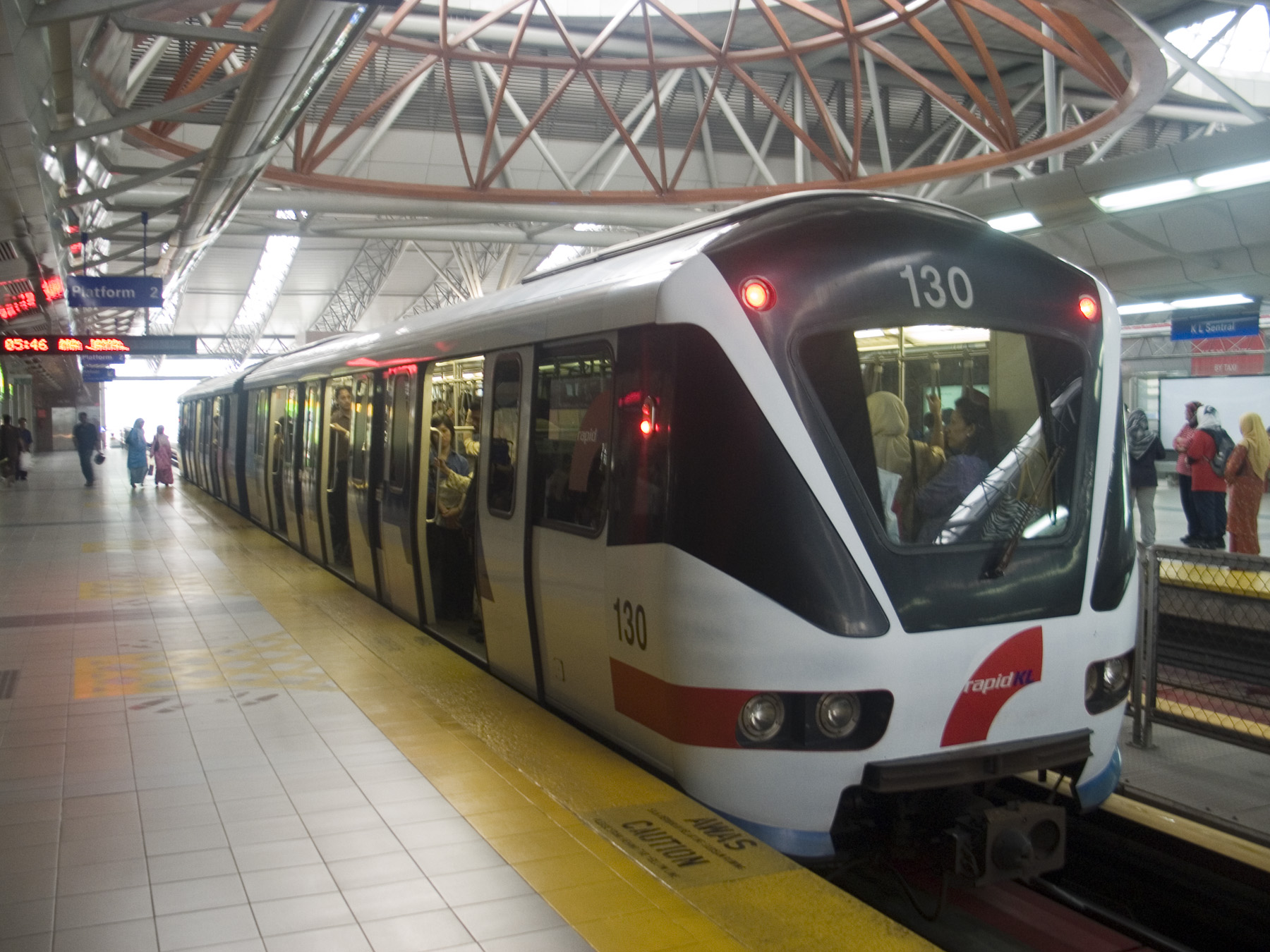
2节车厢ART Mark II列车（翻新前）

格拉那再也綫自1998年开通以来一直在使用的机车车辆由 35 列 Innovia Metro 200 (ART) 列车组成，相关设备和服务由庞巴迪集团和列车电子公司Quester Tangent提供。它们由两个电动多单元组成，可根据行驶方向用作驾驶汽车或拖车。列车使用直线电机，并从位于钢轨侧面的第三轨获取动力。运行轨道之间的镀层用于列车的加速和减速。反应板是半磁化的，它可以拉动火车并帮助它减速。
ART 是完全自动化的，在没有司机的情况下运行，在车站停留有限的时间。尽管如此，在列车的每一端都提供了手动超越控制面板，以在紧急情况下使用。该技术与温哥华天车的技术基本相同，后者在非常相似的环境中运行。
ART 的内部，与安邦线和大城堡线的同行一样，由塑料座椅组成，向火车两侧侧向排列，为坐在轮椅上的乘客提供空间，中间为站立的乘客提供空间。自 1998 年推出以来，ART 机车车辆一直保持相对不变；只是添加了更多的固定带，并且标签已从“布特拉轻快铁线”修改为 快捷通軌道(RapidKL)。一些机车车辆在高峰时段拆除了大部分座位以增加载客量。
2006 年 10 月 13 日，Syarikat Prasarana Negara 与庞巴迪 HARTASUMA 财团签署协议，购买 88 辆 Mark II ART 车厢（22 列 4 节车厢），并可选择以 12 亿令吉购买另外 13 辆。最初计划从 2008 年 8 月开始交付的 22 辆列车每辆将有 4 节车厢，并将使车队的运载能力提高 1,500 人。 2007年10月8日，Syarikat Prasarana Negara 行使其选择权，以 7100 万欧元的价格购买额外的 52 辆 Mark II ART 车厢（13 组 4 节车厢），预计将于 2010 年交付[需要引用]。
虽然火车预计在 2008 年 8 月到达，但交付被制造商推迟到 2008 年 11 月。  快捷通軌道表示，这些列车只有在拥有足够的机车车辆、电力线升级和安全测试后才能在 2009 年 9 月投入使用。 交通部长拿督斯里王提杰在国会表示，新列车将于 2009 年 12 月开始运营。然而，2009 年 7 月，首相纳吉布·敦拉扎克宣布，四节车厢列车将在 2012 年底前全面投入运营。
2009 年 12 月 30 日，35 列新四节车厢列车中的 3 列进入商业服务。=除了每次行程最多可容纳 950 名乘客之外，新功能还包括为坐轮椅的旅客配备的安全带、为听障人士配备的车门警报灯以及为站立通勤者配备的更多把手。
从 2016 年 6 月开始，根据吉隆坡附加车辆计划，新一代庞巴迪 Innovia Metro 300 开始部署。每辆无人驾驶列车均采用全新设计的端盖和弧形侧壁结构，内部空间更大更开放。所有列车均采用四节车厢配置，每节车厢最多可容纳 220 名乘客。它们配备了线性感应电机 (LIM) 推进技术，可以在更窄的曲线上运行，噪音更小，车轮和履带磨损也大大减少。通过轻质铝制车壳和 LIM 推进系统的组合实现低能耗。此外，车辆的再生制动能够重新利用制动过程中释放的能量。与之前的车队相比，过道和步行通道也更宽。除此之外，每列火车还配备了 16 个车载摄像头、信息娱乐液晶屏、动态路线图、更好的空调和更大的窗户。有了新列车，该线路的容量可以增加 20% 到 30%。
其中还有 27 套新列车正在交付中。到 2020 年 8 月，三个已经到货，其中两个正在安装中。它们是第一次使用最大的货机之一安东诺夫 An-124 空运交付。其余船队将通过船舶交付。

### 列车详情
格拉那再也綫列车包括以下型号：
| Innovia设计                          | 建造数量 | 列车队列 | 制造商                    | 备注                                                                                        |
| ------------------------------------ | -------- | -------- | ------------------------- | ------------------------------------------------------------------------------------------- |
| INNOVIA ART 200                      | 35组列车 | 2节车厢  | Bombardier Transportation | 1998年月运行. 从 2014 年开始翻新为 12 列 2 节车厢和 11 列 4 节车厢（保留 1 节车厢未翻新）。 |
| INNOVIA ART 200                      | 35组列车 | 4节车厢  | Bombardier Transportation | 2009年运行.                                                                                 |
| 庞巴迪Innovia MetroINNOVIA Metro 300 | 14组列车 | 4节车厢  | Bombardier Transportation | 2017年2月运行.                                                                              |
| 庞巴迪Innovia MetroINNOVIA Metro 300 | 27组列车 | 4节车厢  | Bombardier Transportation | 正在订购。最终交付于 2022 年完成。                                                          |

1996年系列的旧版马币RM10钞票上印有 2 节车厢的庞巴迪Innovia ART 200格拉那再也綫火车的图像。